# Manilkara excisa
Manilkara excisa (ngôn ngữ bản địa gọi là Sapodilla Bullet, Sapodilla hoặc ngắn gọn là Sappa) là một loài cây gỗ đang nguy cấp thuộc họ hồng xiêm. Đây là loài đặc hữu của các khu vực đồi núi đá vôi phủ rừng và khá dốc của Trelawny (Cockpit) và giáo xứ St. James ở Jamaica, ở đây, mặc dù gỗ có giá trị cao, chúng hiện đang bị đe dọa vì mất môi trường sống.